# Triplophysa alticeps
Triplophysa alticeps is een straalvinnige vissensoort uit de familie van de bermpjes (Nemacheilidae). De wetenschappelijke naam van de soort is voor het eerst geldig gepubliceerd in 1888 door Herzenstein.